# Anomala krivani
Anomala krivani är en skalbaggsart som beskrevs av Limbourg 2005. Anomala krivani ingår i släktet Anomala och familjen Rutelidae. Inga underarter finns listade i Catalogue of Life.